# شجاع العلي
شجاع العلي (- 2024) أحد اهم قادة مليشيات شبيحة نظام بشار الأسد في محافظة حمص. ينحدر من قرية بلقسة العلوية غرب حمص. قاد مجموعات عرفت بترويع السوريين خلال الثورة السورية. اتهم العلي بقيادة ميليشيا من أكثر من 400 شخص وبإدارة سجن خاص في قريته وبخطف مدنيين للحصول على فدى. اتهم بقيادة المجموعات التي نفذت مجزرة الحولة عام 2012 التي قتل فيها أكثر من مئة مدني ذبحا على يد الميليشيات الطائفية.
بعد سقوط نظام آل الأسد، هدد بقتل أهالي منطقة الحولة في ريف حمص. قُتل مع مجموعة من رجاله في اشتباك مع رجال الأمن في قرية بلقسة في 26 كانون الأول 2024.